# Chloroclystis rotumensis
Chloroclystis rotumensis är en fjärilsart som beskrevs av Robinson 1975. Chloroclystis rotumensis ingår i släktet Chloroclystis och familjen mätare. Inga underarter finns listade i Catalogue of Life.